# Croix rouges (roman)
Croix rouges (russe : Красный Крест) est un roman de Sacha Filipenko, paru pour la première fois en 2017. Il a été traduit en français par Anne-Marie Tatsis-Botton et est paru aux éditions des Syrtes en 2018. C'est le quatrième roman écrit en russe de ce jeune auteur biélorusse, né en 1984.

## Trame
Tatiana Alexeïevna, nonagénaire, atteinte d'un début de maladie d'Alzheimer, a perdu la mémoire des évènements récents. Elle se souvient par contre encore bien de son passé à l'époque de Staline, quand elle travaillait comme secrétaire au Commissariat soviétique aux affaires étrangères. Tatiana classait les fiches envoyées par la Croix-Rouge concernant les prisonniers de guerre russes abandonnés, même par leur patrie, dans l'Europe occupée. Sacha, jeune arbitre de football, jeune père veuf qui vit seul avec sa fille vient s'installer dans un appartement à Minsk. Tatiana et Sacha se retrouvent ainsi voisins de palier à Minsk et un dialogue s'instaure, chacun évoquant sa tragédie. Pour retrouver son chemin dans les rues, la vieille dame trace des croix rouges sur les endroits par où elle est passée.    